# Линёво (Новосибирская область)
Линёво — рабочий посёлок в Искитимском районе Новосибирской области.
Численность постоянного населения — 17 832 человек чел. (2022г.)
Образует муниципальное образование рабочий посёлок Линёво со статусом городского поселения как единственный населённый пункт в его составе.

## География
Расположен в 41 км к югу от Новосибирска, в 15 километрах к югу от районного центра Искитима.

## История
В 1965 году в составе Евсинского сельского Совета Искитимского района образована деревня Линево. С 1974 года имеет статус рабочего посёлка.
Распоряжением Правительства РФ от 29 июля 2014 года № 1398-р «Об утверждении перечня моногородов» городское поселение рабочий посёлок Линёво включено в категорию «Монопрофильные муниципальные образования Российской Федерации (моногорода) с наиболее сложным социально-экономическим положением».

## Население
| 1989    | 1996    | 2002    | 2007    | 2008    | 2009    |
| ------- | ------- | ------- | ------- | ------- | ------- |
| 22 300  | ↗23 100 | ↘21 816 | ↗22 423 | ↗22 500 | ↗22 505 |
| 2010    | 2012    | 2013    | 2014    | 2015    | 2016    |
| ↘20 700 | ↘20 186 | ↘19 648 | ↘19 330 | ↘19 024 | ↘18 728 |
| 2017    | 2018    | 2019    | 2020    | 2021    |         |
| ↘18 468 | ↘18 223 | ↘18 051 | ↘17 832 | ↘17 779 |         |

## Экономика
- Новосибирский электродный завод (АО ЭПМ-НовЭЗ, Группа ЭПМ) — градообразующее предприятие посёлка. Строительство завода началось в августе 1965 года, завод начал функционировать в 1974 году. НовЭЗ — крупнейший в России электродный завод. Предприятие специализируется на выпуске графитированных электродов марок ЭГСП, ЭГП и ЭГ, угольных электродов, катодных блоков, кокса нефтяного прокаленного и электродной массы. Продукция завода используется для производства алюминия, кремния, выплавки стали, в металлургии чистых металлов, химической промышленности, машиностроении, энергетике.
- Линёвский домостроительный комбинат (ОАО ЛДСК) — предприятие, специализирующееся на производстве строительных материалов, изделий и конструкций на основе бетонных и растворных смесей, а также строительстве промышленных и гражданских зданий и сооружений. Образовано на базе Евсинского ДСК в 1992 году.
- Линевский завод металлоконструкций — занимается производством опор для высоковольтных линий электропередач.
- ООО ТПК «СЕВЕРНОЕ СИЯНИЕ» — металл листовой — ковка, штамповка и профилирование.
- ООО НовАЗ - Новосибирский автотракторный завод - производство и реализация грузовиков, спецтехники, сельхозтехники и тракторов НОВАЗ Lovol.
- Завод Горячего Цинкования ЭЛСИ — предприятие, созданное в 2013 году группой компаний «Элси»[16].

## Транспорт
Остановочная платформа «Койниха» (по названию протекающей рядом реки Койниха), станция «Линёво» на железнодорожной ветке Новосибирск — Барнаул.

## Образование
В Линёво действуют 4 общеобразовательные средние школы и одна вечерняя.
Номера школ: № 1, № 3, № 4, гимназия № 1.
Самая первая открытая школа № 1.
Самая новая школа Гимназия № 1.
Среднее профессиональное техническое училище № 70.
Филиал Новосибирского государственного технического университета на базе Учебного центра ЗАО «ЭПМ-НовЭЗ».
Также открыт филиал Сибирского государственного университета геосистем и технологий на базе общеобразовательной средней школы № 4.

## Связь, интернет, телевидение
- Линёво. NET — Интернет-провайдер
- ООО Телекомпания «ТВК-плюс» — телевидение.
- ООО «Исток» — цифровое и аналоговое телевидение
- ООО «НовЭЗ-Телеком» — телефонная связь, Интeрнет.
- OAО «Ростeлеком» — телефонная связь, IP-TV, высокоскоростной интернет.
- «TTK» — IP-TV, высокоскоростной интернет.
- "Новотелеком" — IP-TV, высокоскоростной интернет.

## Культура, достопримечательности
- Церковь Покрова Пресвятой Богородицы
- Линевский Дом культуры